# Christian Benda
Christian Benda est un chef d'orchestre, un compositeur et un violoncelliste. 

## Biographie
Christian Benda se produit autant comme soliste que comme chef d'orchestre. Ses nombreux enregistrements incluent un grand nombre d'œuvres incontournables, ainsi que les compositions de ses ancêtres tels que George Anton Benda, František Benda, et Jan Jiří Benda. Il est actuellement chef d'orchestre et directeur artistique du Prague Sinfonia Orchestra, fondé par Václav Havel.

## Discographie
- Mozart versus Salieri: Rivalry? chez Sony Classical, 2019
- Intégrale des ouvertures de Schubert et de Rossini
- Œuvres complètes pour piano et orchestre de Frank Martin
- Les concertos pour violon de Haydn
- Les symphonies de Hambourg de Carl Philipp Emmanuel Bach
- Stamitz, Carl: Cello concertos nos.1, 2, 3 - Christian Benda, Cello - Orchestre de chambre de Prague - Naxos
- Les variations sur un thème slovaque de Martinu